# Sint-Joriskerk (Bocholt)
De rooms-katholieke Sint-Joriskerk is een gotische hallenkerk uit de 15e eeuw en de belangrijkste kerk van de Westfaalse stad Bocholt (Noordrijn-Westfalen). Naast het historische renaissance raadhuis vormt de kerk het meest markante gebouw van de stad. Het oudste en belangrijkste kunstwerk van de kerk is het Bocholter Kruis, een gotisch gaffelkruis uit de vroege 14e eeuw.

## Geschiedenis

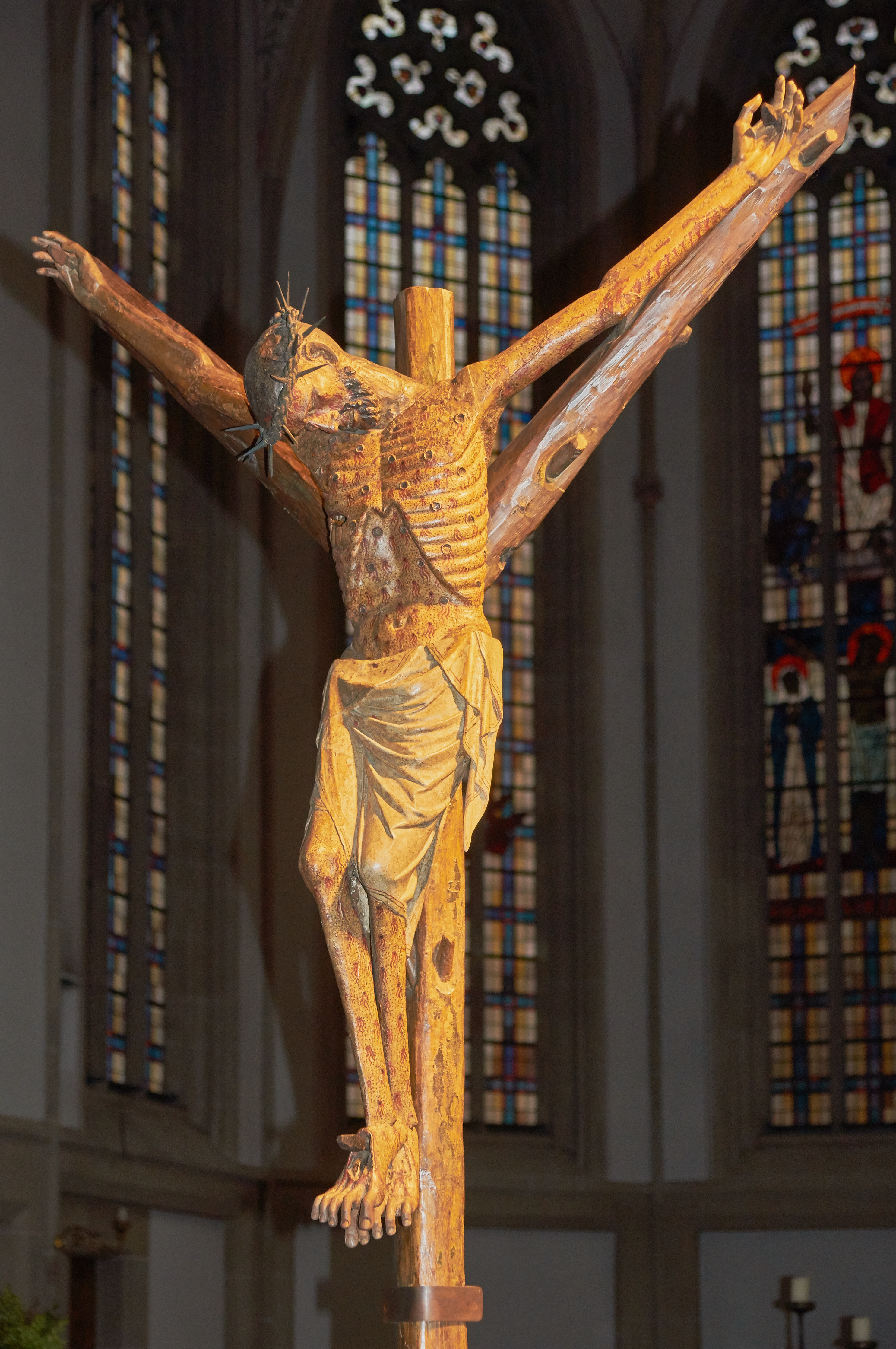
Het Bocholter Kruis

#### Vroege geschiedenis
In de 8e eeuw werd in het gebied een begin gemaakt van de kerstening van de Saksen door Bernard van Utrecht. De missie werd vervolgens door de door Karel de Grote gezonden Liudger voortgezet. Omstreeks het jaar 800 werd de eerste houten kerk hier gebouwd. Deze houten kerk werd in de 11e eeuw vervangen door een stenen kerk, die op haar beurt in de 13e eeuw moest wijken voor een laatromaans kerkgebouw. Van dit laatromaanse kerkgebouw bevinden zich nog fundamenten onder de huidige kerk.

#### De bouw van de huidige kerk
Op 15 april 1415 volgde de eerstesteenlegging voor de huidige laatgotische hallenkerk, die op 8 april 1455 aan de schutspatroon van de stad Bocholt, de heilige Joris, gewijd. Met de bouw van de toren op de westelijke kant van de kerk werd op 19 juni 1472 begonnen. De toren kwam in 1486 gereed. 
De belangrijke kopergraveur Israhel van Meckenem (* 1445– † 10 november 1503) werd in 1503 in de kerk bijgezet.
Blikseminslag verwoestte op 5 mei 1593 het dak van de toren, dat daarna door een achthoekige spits werd vervangen. Ook deze spits werd door een blikseminslag op 12 januari 1745 verwoest en door een barokke bekroning vervangen, die in de volksmond bekend werd onder de naam Päperbüsse (pepermolen).    

#### Verwoesting en herbouw
Tijdens de Tweede Wereldoorlog werd de stad Bocholt door Brits bombardementen op 22 maart 1945 vrijwel geheel verwoest. Van de Joriskerk bleven slechts de muren staan. De herbouw van de kerk vond plaats vanaf 1948 en tijdens de kerst in 1950 werd er weer een eerste mis gevierd. De huidige circa 68 meter hoge spits van de kerk met koperbedekking werd in 1958 naar een ontwerp van de architect Rudolf Schwarz voltooid. Het grote westelijke kerkraam boven de ingang (1953) toont de Maria-Tenhemelopneming.
In de jaren 1979-1980 volgde op de noordelijke kant van de kerk de aanbouw van een nieuwe sacristie en een schatkamer naar het ontwerp van de architect Gottfried Böhm.

## Orgels
Het grote orgel aan de oostelijke muur van het zuidelijke transept werd in 1950 door Franz Breil (Dorsten) gebouwd en in 1977 vergroot. In het jaar 2013 vond door de orgelbouwfirma Fleiter (Münster-Nienberge) een restauratie plaats en werd het instrument met nog eens vier registers en drie effectregisters uitgebreid. Tegenwoordig kent het sleepladeninstrument 53 registers verdeeld over drie manualen en pedaal. De speel- en registertrakturen zijn elektrisch.
Een tweede orgel werd gebouwd door de firma Vermeulen uit Alkmaar en is afkomstig uit de in 1999 gesloten Mariakerk van Groenlo. Het werd in het jaar 2000 door de parochie aangekocht.

## Klokken
In de toren hangen zeven bronzen klokken. Deze werden allemaal pas na 1949 gegoten, nadat het historische gelui in de Tweede Wereldoorlog verloren ging. 